# 80 mètres haies aux Jeux olympiques d'été de 1960
Navigation
Melbourne 1956 Tokyo 1964
L'épreuve du 80 mètres haies aux Jeux olympiques de 1960 s'est déroulée les 31 août et 1er septembre 1960 au Stade olympique de Rome, en Italie.  Elle est remportée par la Soviétique Irina Press.

## Résultats

### Finale
| Rang               | Athlète           | Pays                       | Temps   | Notes |
| ------------------ | ----------------- | -------------------------- | ------- | ----- |
| Médaille d'or      | Irina Press       | Union soviétique           | 10 s 93 |       |
| Médaille d'argent  | Carole Quinton    | Grande-Bretagne            | 10 s 99 |       |
| Médaille de bronze | Gisela Birkemeyer | Équipe unifiée d’Allemagne | 11 s 13 |       |
| 4                  | Mary Bignal-Rand  | Grande-Bretagne            | 11 s 22 |       |
| 5                  | Galina Bystrova   | Union soviétique           | 11 s 26 |       |
| 6                  | Rimma Koshelyova  | Union soviétique           | 11 s 28 |       |